# Warstwa mechaniczna
Warstwa mechaniczna – metoda eksploracji stanowiska archeologicznego polegająca na zdejmowaniu warstw archeologicznych o określonej przez archeologa miąższości. Przykładowo w czasie badań schodzi się o 5, 10 cm lub na sztych łopaty. 
Metoda ta sprawdza się w przypadku stanowisk składających się z niewielu warstw. Jeżeli stanowisko jest wielowarstwowe konieczne jest zastosowanie metody stratygraficznej. 
Często warstwa mechaniczna jest wstępem do badań stratygraficznych. Przed przystąpieniem do wykopalisk stratygraficznych teren jest oczyszczany przy pomocy warstwy mechanicznej. 